# Světová rada míru
Světová rada míru (anglicky World Peace Council, WPC) je mezinárodní organizace, založená z popudu Sovětského svazu a za jeho financování na druhém světovém mírovém kongresu ve Varšavě v listopadu 1950 a nahradila od roku 1949 existující Stálý výbor pro světový mír. Dnes jde o malé antiimperialistické mezinárodní hnutí. Je součástí světového mírového hnutí a působí ve spolupráci s jinými mezinárodními a národními hnutími. Jako nevládní organizace a člen Spojených národů, spolupracuje s UNESCO, UNCTAD, UNIDO, ILO a jinými specializovanými agenturami Spojených národů, speciálními komitéty a odděleními. Spolupracuje s Hnutím nezúčastněných zemí, Africkou unií, Ligou arabských států a jinými mezivládními orgány.
Cílem organizace má být koordinace činnosti mírových hnutí různých zemí, boj proti nebezpečí světové války, boj proti imperialistické agresi a úsilí o všeobecné odzbrojení a národní nezávislost. Za vynikající výsledky v boji za mír SRM oceňuje jednotlivce a organizace na světě Zlatou medailí Joliota-Curie.
SRM vytrvale kritizovala agresivní chování USA včetně války ve Vietnamu a početné americké intervence v Latinské Americe, ale nikdy nevystoupila proti intervencím SSSR a jeho satelitů (Československo, Afghánistán). Po sovětsko-čínské roztržce se dalším stálým cílem kritiky stala Čína, jejíž představitelé v roce 1966 oficiálně opustili SRM.
Rozpad Sovětského svazu a téměř úplná ztráta finančních zdrojů přivodily faktické zhroucení SRM. Sídlo vedení se přesunulo do Řecka a SRM se stala nepočetnou organizací se zanedbatelným politickým vlivem.

## Prezidenti SRM
- Frédéric Joliot-Curie (1950—1959)
- John Desmond Bernal (1959—1965)
- Isabelle Blume (1965—1969)
- Lázaro Cárdenas del Río (1969—1970)
- Romeš Čandra (generální sekretář (1966—1977), předseda (1977—1990))
- Evangelos Macheras (1990—1993)
- Albertina Sisulu (1993—2002)
- Orlando Fundora López (2002—2008)
- Socorro Gomes (zvolena 11. dubna 2008–2022)
- India Pallab Sengupta (od 2022)